# Les Penyes Roges (Begues)
Les Penyes Roges és una muntanya de 440 metres que es troba al municipi de Begues, a la comarca del Baix Llobregat.